# Fernando de Valdés y Salas
Fernando de Valdés y Salas (ur. w 1483 w Salas, zm. 9 grudnia 1568 w Madrycie) – hiszpański biskup katolicki, wielki inkwizytor Hiszpanii w latach 1547–1566.

## Życiorys
Urodził się w 1483 roku w Salas. Studiował prawo w Salamance, a w 1515 roku uzyskał licencjat z prawa kanonicznego. W 1525 roku wyjechał do Flandrii, gdzie poznał cesarza Karola V, a pięć lat później został członkiem hiszpańskiej inkwizycji. 24 maja 1529 roku został wybrany biskupem Elne, a 18 października przyjął sakrę. Rok później został przeniesiony do diecezji Ourense i pozostał tam przez dwa lata. Pełnił także funkcję biskupa Oviedo w latach 1532–1539, León (1539) i Sigüenzy (1539–1546). 27 sierpnia 1546 roku został arcybiskupem Sewilli. Rok później został wielkim inkwizytorem Hiszpanii i nakazał cenzurować takie osoby jak Ludwik z Grenady, Jan z Ávili, Franciszek Borgiasz i Erazm z Rotterdamu. Zarządził aresztowanie i proces arcybiskupa Toledo Bartolomé Carranzy. Zmarł 9 grudnia 1568 roku w Madrycie.